# Dupondius

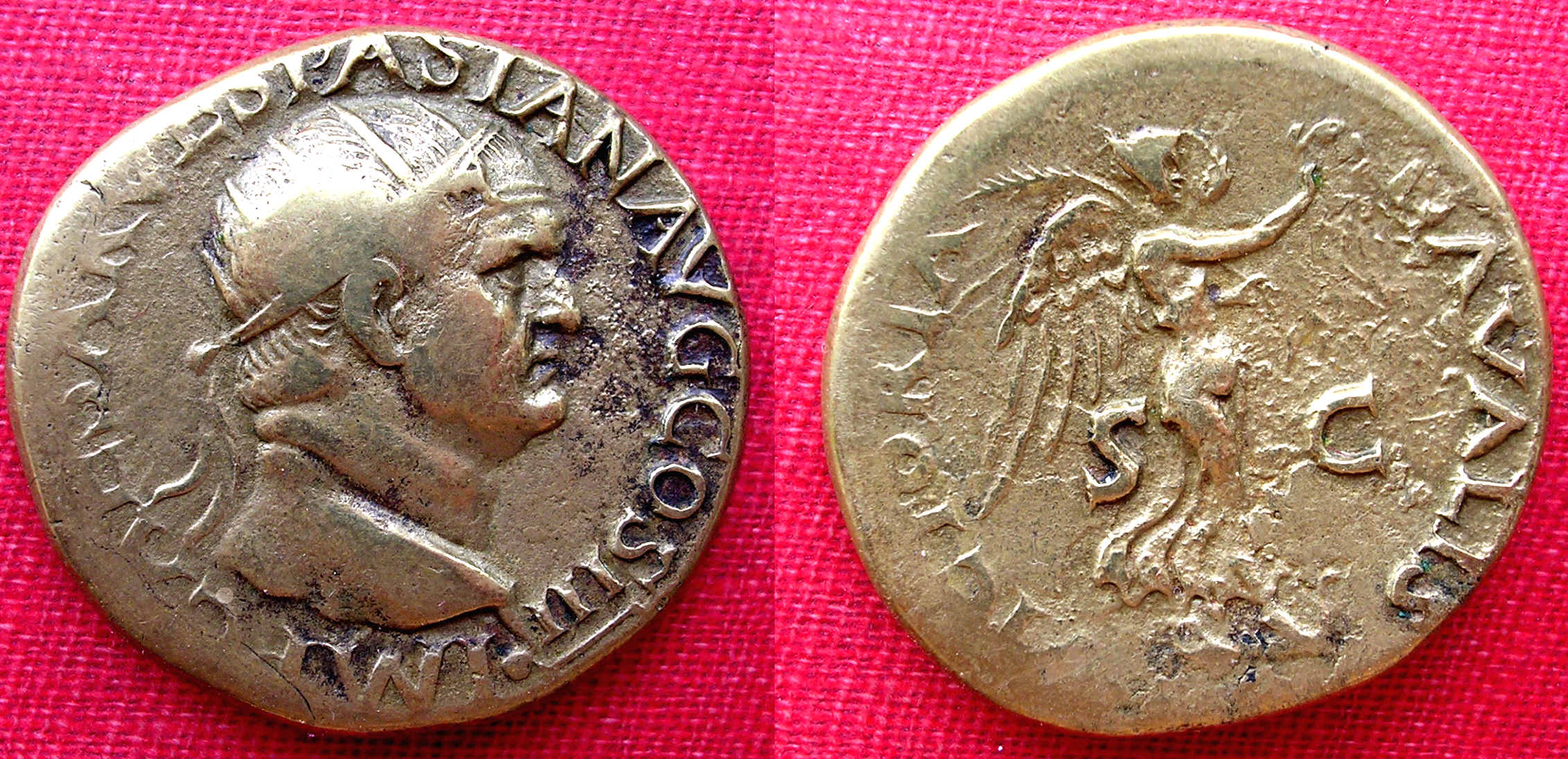
Dupondius de Vespasien frappé à Lyon vers 72-73.

Le dupondius (du latin : duo pondus) est le nom donné à une pièce de monnaie romaine en bronze à partir du IIe siècle av. J.-C. et valant 2 as (soit 1/2 sesterce ou 1/8 de denier).
Introduite sous la République romaine, ce type de pièce n'eut jamais un poids de deux livres de bronze, mais se présentait sous un format inhabituellement large, d'où sans doute son nom. Sur la plupart des pièces, la déesse Roma était représentée.
La réforme monétaire de l'empereur Auguste en 23 avant notre ère permit de frapper des dupondi en un alliage de cuivre doré proche du laiton. Cependant, certaines pièces furent également fabriquées en bronze.
Sous le règne de Néron, la pièce prend alors un diamètre de 26 mm en moyenne, elle est faite de laiton et sa masse se situe entre 12 et 14 g.
À partir de Vespasien, l'empereur a toujours la tête radiée.